# Le Lectier (poire)

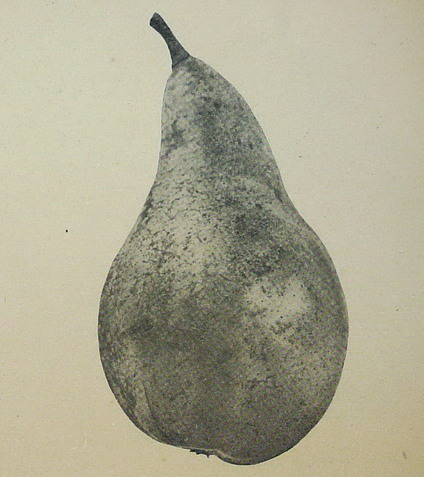
La poire Le Lectier.

Le Lectier est une variété de poire.

## Origine
La poire vient d'Orléans où elle a été obtenue par Auguste Lesueur, horticulteur. L'arbre provient d'un pépin de William, fécondé par Bergamotte Fortuné et mis au commerce en 1889 par la maison Tronson frères, d'Orléans. Dédiée à Pierre Le Lectier, procureur du roi Louis XIII à Orléans, qui, en 1628, y cultivait 260 variétés de poires.

## Synonymes
- Pas de synonyme connu.

## Description

### Description de l'arbre
Rameaux : forts et érigés, de couleur brun verdâtre, à lenticelles blanches, longues et apparentes.
Yeux : coniques et pointus, joints au rameau.
Culture : cette variété est cultivée sous toutes les formes. On la greffe sur cognassier pour les formes palissées ou en pyramide, sur franc pour la tige, où elle peut donner de bons résultats dans un endroit abrité, les fruits étant bien attachés.
Elle s'accommode de toutes les expositions, sauf de celle du nord, et doit être plantée en bons terrains, frais, substantiels.
Cultivée dans toutes les régions de la France, on doit lui appliquer une taille normale.
La délicatesse de son épiderme qui noircit au moindre heurt, empêche cette variété d'être classée dans les fruits commerciaux. Très sensible à la tavelure.
Fruit d'amateur, très sensible à la tavelure et à l'épiderme délicat : il se gâte au moindre choc.

### Description du fruit
Fruit : gros, parfois très gros, plus ou moins allongé, ventru au-dessous de son milieu, bosselé dans son pourtour.
Épiderme : assez lisse, jaune doré pâle, plus jaune à l'insolation, pointillé de roux, parsemé de quelques marbrures fauves, plaqué de fauve bronzé autour du pédicelle.
Pédicelle : assez court ou de longueur moyenne, fort, épaissi à son point d'attache, renflé et charnu à son point d'insertion, implanté obliquement, dans un pli bosselé et dominé par un mamelon.
Œil : moyen ou petit, ouvert ou mi clos, inséré dans une cavité peu profonde, étroite, plissée, bosselée ou presque côtelée sur les bords.
Chair : blanche, à peine un peu grenue autour des loges, fine, fondante, bien juteuse, acidulée et parfumée.
Qualité : très bonne.
Maturité : décembre à janvier.